# Aloe peyrierasii
Aloe peyrierasii ist eine Pflanzenart der Gattung der Aloen in der Unterfamilie der Affodillgewächse (Asphodeloideae). Das Artepitheton peyrierasii ehrt den französischen Zoologen A. Peyrieras.

## Beschreibung

### Vegetative Merkmale
Aloe peyrierasii wächst stammbildend und einfach. Der aufrechte Stamm erreicht eine Länge von bis zu 4 Metern und ist mit toten Blättern bedeckt. Die etwa 20 lanzettlichen Laubblätter bilden eine Rosette. Die gelblich grüne Blattspreite ist 165 Zentimeter lang und 12 Zentimeter breit. Die knorpeligen, violett überhauchten Blattränder sind 3 bis 4 Millimeter breit. Die Zähne am Blattrand sind 3 bis 5 Millimeter lang und stehen 12 bis 27 Millimeter voneinander entfernt.

### Blütenstände und Blüten
Der Blütenstand weist zwei bis vier Zweige auf und erreicht eine Länge von 60 bis 75 Zentimetern. Die dichten, zylindrischen Trauben sind 8 bis 10 Zentimeter lang. Die schmal lanzettlichen Brakteen weisen eine Länge von etwa 20 Millimetern auf. Die Blüten stehen an 25 bis 30 Millimeter langen Blütenstielen und sind 25 bis 30 Millimeter lang. 

### Früchte
Die Früchte sind Beeren.

## Systematik und Verbreitung
Aloe peyrierasii ist auf Madagaskar im Unterholz des Trockenwaldes verbreitet. 
Die Erstbeschreibung durch Georges Cremers wurde 1976 veröffentlicht.
Ein Synonym ist Lomatophyllum peyrierasii (Cremers) Rauh (1998).

## Nachweise